# Aeroportul Masindi
Aeroportul Masindi (IATA: KCU, ICAO: HUMI) este un aeroport din Western Region⁠(d), Uganda ce deservește zona Masindi. A fost numit după zona deservită.
Situat la o altitudine de 1.173 m, aeroportul dispune de o singură pistă.